# 马德朗日
马德朗日（法語：Madranges，法語發音：[madʁɑ̃ʒ]）是法国科雷兹省的一个市镇，位于该省中部，属于蒂勒区。

## 地理
马德朗日（45°28'30"N, 1°47'25"E）面积12.88 平方千米，位于法国新阿基坦大区科雷兹省，该省份为法国中南部省份，北起上维埃纳省和克勒兹省，西接多爾多涅省，南至洛特省，东临多姆山省和康塔爾省。
与马德朗日接壤的市镇（或旧市镇、城区）包括：阿菲约、博蒙、勒隆扎克、圣奥古斯坦、韦镇。

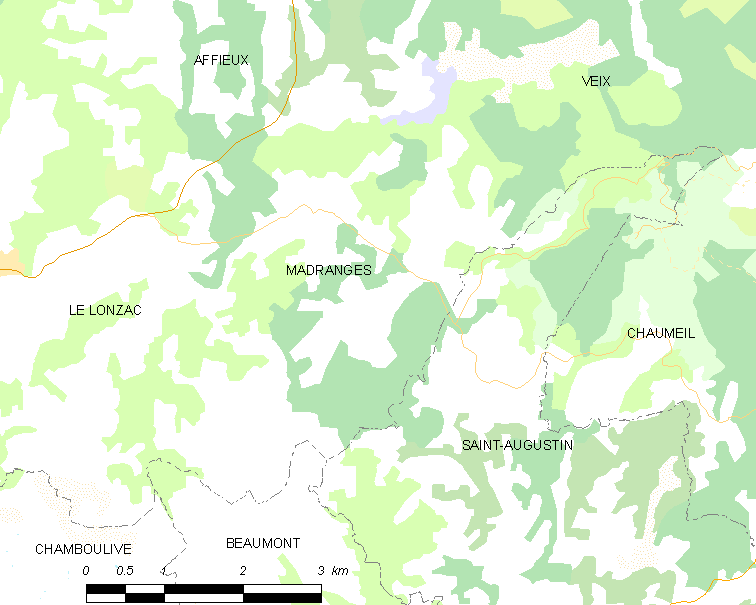
马德朗日的OSM定位图

马德朗日的时区为UTC+01:00、UTC+02:00（夏令时）。

## 行政
马德朗日的邮政编码为19470，INSEE市镇编码为19122。

## 政治
马德朗日所属的省级选区为塞亚克-莫内迪耶尔县。

## 人口

1962-2008年间马德朗日人口变化图示

马德朗日于2022年1月1日时的人口数量为168人。